# Souto (Arcos de Valdevez)
Souto é uma povoação portuguesa do Município de Arcos de Valdevez que foi sede da extinta Freguesia de Souto, freguesia que tinha 4,11 km² de área e 622 habitantes (2011), e, por isso, uma densidade populacional de 151,3 hab/km².
A Freguesia de Souto foi extinta em 2013, no âmbito de uma reforma administrativa nacional, tendo sido agregada à freguesia de Tabaçô, para formar uma nova freguesia denominada União das Freguesias de Souto e Tabaçô da qual é sede.

## População
| População da freguesia de Souto | População da freguesia de Souto | População da freguesia de Souto | População da freguesia de Souto | População da freguesia de Souto | População da freguesia de Souto | População da freguesia de Souto | População da freguesia de Souto | População da freguesia de Souto | População da freguesia de Souto | População da freguesia de Souto | População da freguesia de Souto | População da freguesia de Souto | População da freguesia de Souto | População da freguesia de Souto |
| ------------------------------- | ------------------------------- | ------------------------------- | ------------------------------- | ------------------------------- | ------------------------------- | ------------------------------- | ------------------------------- | ------------------------------- | ------------------------------- | ------------------------------- | ------------------------------- | ------------------------------- | ------------------------------- | ------------------------------- |
| 1864                            | 1878                            | 1890                            | 1900                            | 1911                            | 1920                            | 1930                            | 1940                            | 1950                            | 1960                            | 1970                            | 1981                            | 1991                            | 2001                            | 2011                            |
| 536                             | 593                             | 587                             | 625                             | 608                             | 609                             | 584                             | 783                             | 827                             | 871                             | 791                             | 696                             | 641                             | 643                             | 622                             |

| Distribuição da População por Grupos Etários | Distribuição da População por Grupos Etários | Distribuição da População por Grupos Etários | Distribuição da População por Grupos Etários | Distribuição da População por Grupos Etários | Distribuição da População por Grupos Etários | Distribuição da População por Grupos Etários | Distribuição da População por Grupos Etários | Distribuição da População por Grupos Etários | Distribuição da População por Grupos Etários |
| -------------------------------------------- | -------------------------------------------- | -------------------------------------------- | -------------------------------------------- | -------------------------------------------- | -------------------------------------------- | -------------------------------------------- | -------------------------------------------- | -------------------------------------------- | -------------------------------------------- |
| Ano                                          | 0-14 Anos                                    | 15-24 Anos                                   | 25-64 Anos                                   | > 65 Anos                                    |                                              | 0-14 Anos                                    | 15-24 Anos                                   | 25-64 Anos                                   | > 65 Anos                                    |
| 2001                                         | 112                                          | 70                                           | 317                                          | 144                                          |                                              | 17,4%                                        | 10,9%                                        | 49,3%                                        | 22,4%                                        |
| 2011                                         | 103                                          | 69                                           | 302                                          | 148                                          |                                              | 16,6%                                        | 11,1%                                        | 48,6%                                        | 23,8%                                        |